# 武田明
武田 明（たけだ あきら、1913年12月15日 - 1992年7月29日）は日本の民俗学者。香川県出身。また、多度津町長も務めた。

## 来歴

### 生い立ち
1913年（大正2年）、香川県仲多度郡多度津町にて武田亮太郎、ハナの次男に生まれる。実家は、江戸末期からの北前船回船問屋を起源とする事業家。当時は県内の電力、金融等、社会資本関連企業の経営に広く携わっていた。
旧制香川県立多度津中学校（現・香川県立多度津高等学校）5年の時、柳田国男の『石神問答』を読み民俗学を志す。

### 民俗学の道へ
1931年（昭和6年）、中学を卒業し、慶應義塾大学に入学。予科3年の時、初めて採集した昔話が関敬吾の編集する『昔話研究』第二巻に
「祖谷 美馬郡昔話」として掲載され、関の紹介で柳田を自宅に訪ねる。以後、柳田の指導の下、全国の山村漁村を瀬川清子らと調査し「福島県 双葉郡昔話」、「難題聟の昔話」等を『昔話研究』に発表。大学本科では、加藤守雄、関正道、池田弥三郎らと国文学を折口信夫より学ぶ。
1937年3月（昭和12年）、慶應義塾大学国文科を卒業し、4月、大学院文学研究科に進む。大学卒業論文は「福富草紙考」。
1937年5月（昭和12年）、渋沢敬三の「アチック・ミューゼアム」が主催する水上大学に参加し、「瀬戸内海島嶼巡訪日記」を宮本常一、桜田勝徳らと共同執筆した。

### 郷里でのフィールドワーク
1938年（昭和13年）、大学院修了。柳田の下で研究を続ける予定だったが、長兄の出征により帰郷し、高松高等女学校（現・香川県立高松高等学校）、丸亀高等女学校（現・香川県立丸亀高等学校）で教鞭をとる。これまで直接受けていた柳田の指導・指示は主に書簡によるものとなり、採集地域は四国を中心とし、研究対象も昔話に加え年中行事等に広がった。
同年9月、和気周一、川野正雄、石川和夫らと讃岐民俗研究会を創設。会報『讃岐民俗』創刊号には柳田の「ぢんだら沼記事」、瀬川の「昔話のない村」他が掲載された。同研究会では、主に香川県の民俗採集、研究者の育成に努めた（1966年、讃岐民俗研究会は香川民俗学会に名称変更）。
丸亀高等女学校教員時代には生徒に昔話採集を指導。採集された昔話を柳田とともに取捨選別し「西讃岐昔話集」として1941年（昭和16年）に丸亀高等女学校より出版した。
昔話研究以外では、柳田の編集する『民間伝承』・『日本民俗学』に「祖谷山のウブスナサマその他」、「ノツゴ資料」、「讃岐弥谷山麓の葬制イヤダニマヰリのこと」等を発表した。

### 太平洋戦争後
1945年（昭和20年）3月、兄が戦死し家督を相続。太平洋戦争後、財産税法施行、農地改革等の諸施策によって家業が大きく変容する中、1947年（昭和22年）4月、最初の統一地方選挙で多度津町長に当選。柳田は武田に「世の中の為に学業を御すてになされぬよう　ねがはしく候」との葉書を送っている。
1951年（昭和26年）4月、日本民俗学会評議員に就任。同年7月、町長を退任。再びフィールドワーク、民俗学関連書籍の執筆に専念するとともに、香川県文化財専門委員、県史編纂委員、瀬戸内海歴史民俗資料館運営協議会委員等に就いた。
1966年、香川民俗学会会長に就任。1974年（昭和49年9月）、四国民俗学会を組織する。同年10月に香川県で開催された日本民俗学会年会（第26回）では「死霊の去来」について講演した。1977年からは四国学院大学講師を務めた。

## 賞歴
- 1974年（昭和49年）第14回四国新聞文化賞
- 1977年（昭和52年）香川県文化功労者（香川県）
- 1979年（昭和54年）第37回山陽新聞賞
- 1983年（昭和58年）地域文化功労者（文部大臣）

## 著書

### 単著
- 『西讃岐昔話集』香川県立丸亀高等女学校、1941年
- 『阿波祖谷山昔話集』三省堂、1943年
- 『讃岐佐柳志々島昔話集』三省堂、1944年
- 『祖谷山民俗誌』古今書院、1955年
- 『讃岐の民話』未来社、1958年
- 『伊予の民話』未来社、1958年
- 『候えばくばく』未来社、1965年
- 『四国路・歴史と風土』社会思想社、1965年
- 『阿波の民話第二集』未来社、1968年
- 『巡礼の民俗』岩崎美術社、1969年
- 『日本笑話集』社会思想社、1970年
- 『日本の民俗　香川』第一法規出版、1971年
- 『四国路の伝説』第一法規出版、1972年
- 『四国文化財散歩』学生社、1973年
- 『徳島県井内谷昔話集』三省堂、1973年
- 『日本化かし話百選』三省堂、1973年
- 『西讃岐地方昔話集 全国昔話資料集成９』岩崎美術社、1975年
- 『生きている民俗探訪香川』第一法規出版、1977年
- 『四国おんな聞き書き』未来社、1978年
- 『巡礼と遍路』三省堂、1979年
- 『続日本笑話集』社会思想社、1982年
- 『日本人の死霊観』三一書房、1987年

### 共編著
※（　）は分担箇所
- 武田明、宮本常一、桜田勝徳他『アチック・ミューゼアムノート 第17 瀬戸内海島嶼巡訪日記』アチック・ミューゼアム、1937年
- 『柳田國男古希記念文集日本民俗学のために』民間伝承の会、1947年（「難題の趣向」）
- 『民俗文学講座』弘文堂、1960年（「昔話と伝説」）
- 『秘境』有紀書房、1961年（「祖谷」）
- 『島』有紀書房1961年（「高見島」「佐柳島」）
- 『離島生活の研究』柳田国男（編）日本民俗学会　1966年（「丸亀市広島」）
- 『さぬきふるさとの味』北川保夫（著）、菅原恵子（編）四国調理師学校1969年（監修及び一部執筆）
- 『小豆島の民俗』香川・岡山民俗学会1970年
- 『三田の折口信夫』池田弥三郎（編慶應義塾大学国文学研究会）、1973年（「私の卒業論文」）
- 『ダムに沈む　長尾町前山地区民俗誌』武田明、藤井洋一他共著　長尾町文化財保護協会、1973年
- 『備讃瀬戸の民俗と風土』高橋克夫、武田明共著　木耳社、1973年
- 『讃岐の伝説』武田明、北条令子共著　角川書店、1976年
- 『ことばの遊びと芸術』池田弥三郎（編）大修館書店、1976年（「はなしの技術」）
- 『日本の昔話　日本の伝説　柳田国男』　旺文社、1978年（「解説」）
- 『阿波の伝説』武田明、守川慎一郎角川書店、1977年
- 『中国四国の民間療法』明玄書房、1977年（「香川県の民間療法」）
- 『日本歴史地名大系　香川県』平凡社、1989年（「監修」「総論」）
- 『講座日本の巡礼』　雄山閣出版、1996年（「大師堂と接待の民俗」）